# Бора Кузмановић
 Бора Кузмановић (Горња Трешњевица код Аранђеловца, 1944) је српски социјални психолог, политичар странака социјалдемократске оријентације и скупштински посланик. Друштво психолога Србије доделило му је 2014. Награду за животно дело за научна истраживања током академске каријере као редовном професору Универзитета у Београду. 
Основну школу и гимназију завршио је у Аранђеловцу. Дипломирао је на Одељењу за психологију Филозофског факултета у Београду, где је и магистрирао (1973) и докторирао (1987). Предавао је Социјалну психологију и сродне курсеве и био шеф Катедре за социјалну психологију на Филозофском факултету. Дуго година (1990 – 2011) био је и управник Института за психологију Филозофског факултета. Предавао је и на Учитељском факултету и Факултету за специјалну едукацију и рехабилитацију у Београду. У пензији је од 2011. године.

## Научни рад и библиографија
Учествовао је у реализацији и био руководилац многих научних пројеката (нпр. „Психолошки услови и ефекти социјалног понашања“ и „Појединац и група у условима друштвене транзиције“) при Институту за психологију и другим научним институцијама. Највише се бави проучавањем вредности, социјалних ставова, ауторитарности, политичког понашања и социјалне мотивације.
У званичним библиографским изворима Народне библиотеке Србије (COBISS) наводи се преко 300 релевантних референци које се односе на различите категорије његовог научног и стручног рада. Као примери важних научних чланака, студија, монографија и уџбеника могу се издвојити:
- „Породични смештај деце – Милошевац“ (коаутор у групној монографији), Институт за социјалну политику, Београд, 1979;
- „Незапослена омладина Београда“ (коаутор), Центар за идејни рад ССО Београда, Београд, 1987;
- „Студентски протест 1992“ (руководилац пројекта, уредник и коаутор), Институт за психологију, Београд, 1993;
- Social distance towards individual nations, in : Lazić, M. (ed). „Society in Crisis – Yugoslavia in the early ‘90s », Filip Višnjić, Belgrade, pp. 239-260, 1995.
- Authoritarianism, in : Lazić M. (ed). „Society in Crisis – Yugoslavia in the early ‘90s », Filip Višnjić, Belgrade, pp. 161-186, 1995.
- „Друштвени карактер и друштвене промене у светлу националних сукоба“ (коаутор), Институт за филозофију и друштвену теорију, Београд, 1995;
- „Social Changes and Changes of Values“ (коаутор), Психологија, XXVIII, Special issue, 7-26, 1995;
- „Нација и држава“ (коаутор), СоЦЕН, Подгорица, 2001;
- „Деца без родитељског старања“ (руководилац пројекта, уредник и коаутор), Институт за психологију и Save the Children, Београд, 2002;
- „Психологија“ уџбеник за III и IV разред трговинских, угоститељско-туристичких и школа за личне услуге (коаутор И. Штајнбергер), Завод за уџбенике, Београд, 2008; (12. издање)

Објавио је и велики број прилога и дао много интервјуа у којима се на релативно једноставан и популаран начин, из угла психолога и социолога, коментаришу значајни и актуални друштвени догађаји и проблеми. За рад на популаризацији психолошких сазнања добио је награду „Живорад-Жижа Васић“ Друштва психолога Србије (1984).

## Руковођење институцијама
Био је председник Савеза друштава психолога Србије (1983—1985) и председник Савеза организација психолога Југославије (1987—1989), члан и председник Управног одбора Центра за примењену психологију. Један је од покретача и оснивача „Психолошких новина“ (1977), које и даље излазе. Био је члан Редакције часописа „Психологија“, а потом дуго година 
председник Издавачког савета тог часописа. Два пута је награђиван за унапређивање рада Друштва психолога Србије.
Од 1990. до 2011. био је управник Института за психологију Филозофског факултета Универзитета у Београду. 
Био је председник Управног одбора Института друштвених наука и члан Управног одбора Завода за издавање уџбеника. У периоду 2006-2011. био је члан Матичног одбора за друштвене науке при Министарству науке Републике Србије. Од 2009. године члан је Националног просветног савета Републике Србије, а од 2011. председник Научног већа Института за психологију. Главни и одговорни уредник је обновљеног часописа „Психолошка истраживања“.

## Друштвено-политички рад
Као студент-постдипломац учествовао је у тзв. јунским догађајима 1968. Пошто је и као млад асистент наставио са критичким и опозиционим деловањем, искључен је из Савеза комуниста 1973. године под оптужбом да је кршио „демократски централизам“ и подржавао опозиционе снаге на Филозофском факултету.
Поново се политички ангажовао по увођењу вишестраначког система. Као представник Демократске странке, два пута је изабран за посланика Скупштине Републике Србије (1992. и 1993). Напустио је Демократску странку, вратио посланички мандат и са Драгољубом Мићуновићем и другима формирао Демократски центар, а касније прешао у Социјалдемократију. Као представник Демократске опозиције (ДОС) био је посланик у Скупштини Савезне републике Југославије и потом Државне заједнице Србија и Црна Гора, у континуитету од 2000. до распада Заједнице 2006. године. У Скупштини СР Југославије био је председник Одбора за рад, здравље и заштиту животне средине. Од 2006. године не учествује у страначком политичком животу. 